# Like a Prayer
Like a Prayer (с англ. — «Как молитва») — четвёртый студийный альбом американской певицы Мадонны, изданный в 1989 году на лейбле Sire Records после трёхлетнего перерыва с предыдущим альбомом. Мадонна работала со Стивеном Бреем, Патриком Леонардом и Принсом, став сопродюсером и соавтором всех песен в альбоме. Как самый интроспективный релиз Мадонны за всё время, Like a Prayer рассматривается как откровенно-религиозная запись. Она описывала альбом как сборник песен «о моей матери, моём отце и членах моей семьи». Альбом был посвящён её матери, которая скончалась, когда Мадонна была ещё ребёнком.
Альбом использует живые инструменты и включает в себя элементы госпела, соула, танцевальной и фанковой музыки с общей поп-стилистикой. Мадонна использовала своё католическое воспитание, что прослеживается на заглавном треке альбома и сингле «Like a Prayer». Тексты исследуют тему детства Мадонны и подросткового возраста, в частности смерть матери в «Promise to Try», важность семьи в «Keep It Together», и её отношения с отцом в «Oh Father». Мадонна также проповедует женскую самодостаточность в «Express Yourself». После выхода Like a Prayer получил самые высокие оценки от музыкальных критиков. Rolling Stone назвал альбом «… настолько близким к искусству, насколько поп музыка может быть».
Коммерчески Like a Prayer был встречен с международным успехом, как и его предшественники, достигнув вершины хит-парадов в нескольких странах. Альбом был сертифицирован как четырёхкратно платиновый в Соединённых Штатах Ассоциацией звукозаписывающей индустрии Америки. Шесть синглов было выпущено из альбома: «Like a Prayer», «Express Yourself», «Cherish», «Oh Father», «Dear Jessie» и «Keep It Together». «Like a Prayer» стал седьмым номером один Мадонны на Billboard Hot 100, в то время как «Express Yourself» и «Cherish» выступили под номером два. По всему миру альбом был распродан в более 15 миллионов копий.
С сопровождающими синглы музыкальными видео Мадонна способствовала её творчеству и стала известной фигурой. Видео на песню «Like a Prayer» было громоотводом для религиозных споров, где использовалась католическая иконография и символика, в том числе стигматы и сжигание крестов. Противоречивость, двусмысленность альбома были настолько провокационны, что компания Pepsi, в рекламной кампании которой Мадонна участвовала, приняла решение о расторжении контракта с певицей. «Express Yourself» был самым дорогим клипом, когда-либо сделанным в то время. Альбом был поддержан новаторским и скандальным турне Blond Ambition World Tour. В конце 1980-х годов, после выхода альбома, Мадонна была названа «Артистом десятилетия» в СМИ, в частности в Billboard, MTV и журнале Musician.
«Like a Prayer» — первый клип на песню Мадонны, транслировавшийся по советскому телевидению.

## История создания и запись

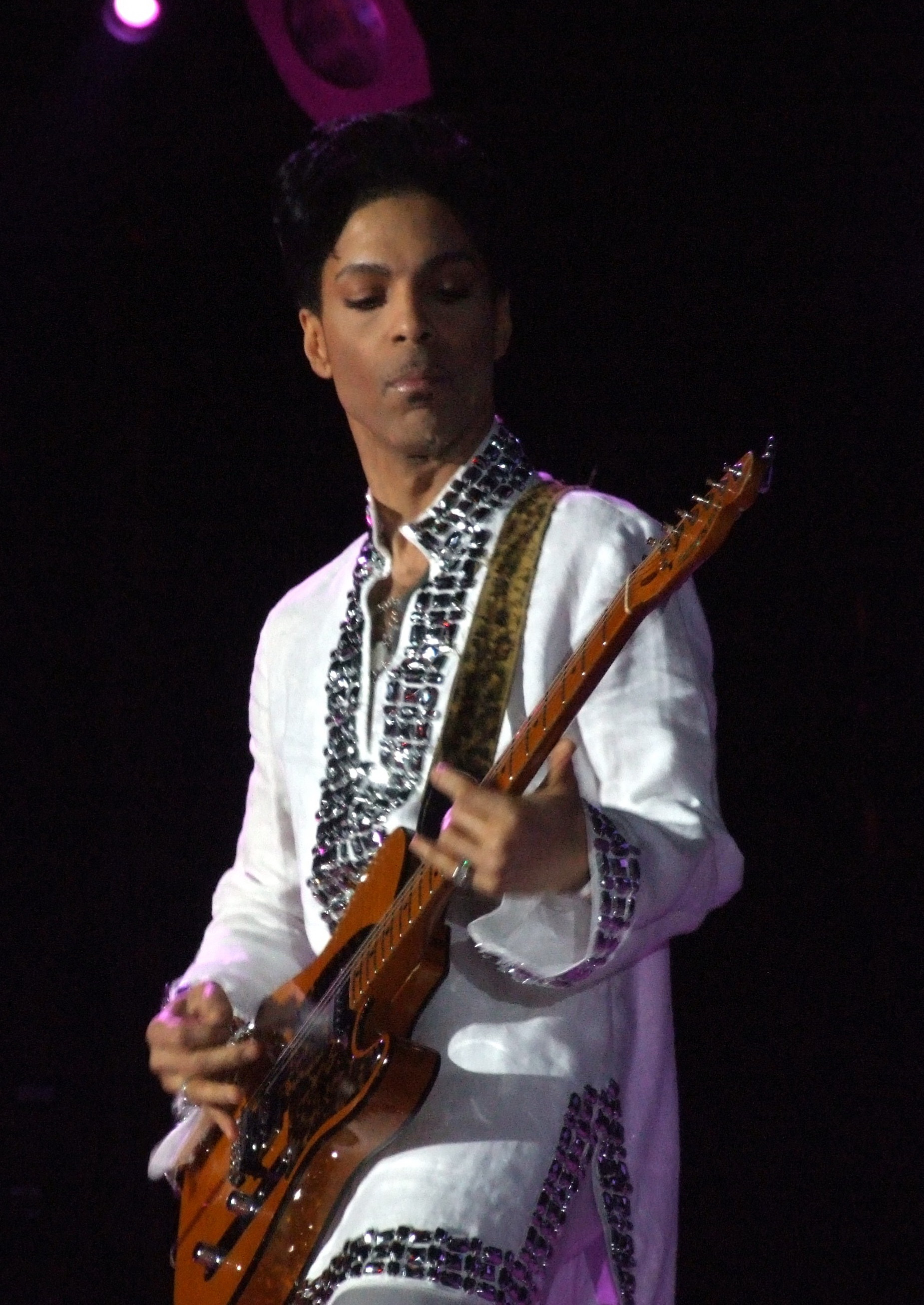
Принс записал вместе с Мадонной песню «Love Song», а также проиграл гитарные партии (в списке не значится) для двух песен в альбоме.

Like a Prayer написан и спродюсирован в сотрудничестве с Патриком Леонардом и Стивеном Брэйем. Мадонна продюсировала второй альбом подряд с желанием доказать, что успех True Blue не был случайностью. Пэт Леонард называл его «разводным» из-за депрессии Мадонны по причине болезненного расставания с Шоном Пенном.
Песня «Express Yourself» стала феминистским «призывом к оружию» с «проповедью самоуважения», представляя переход от рефлексии к действию. Темой других песен ожидаемо были домашнее насилие («Till Death Do Us Parts»), ностальгия по утраченным отношениям с братьями и сёстрами («Keep It Together»), мечты о ребёнке («Dear Jessie»). Все песни альбома Like a Prayer написаны Мадонной, что делает альбом самым личным, так как на предыдущем диске была песня стороннего автора («Papa Don't Preach»).
Мадонна работала над альбомом со Стивеном Бреем и Патриком Леонардом, с которыми уже записывала альбом True Blue (1986). Она также воспользовалась помощью Принса, записав с ним дуэт «Love Song». Мадонна стала сопродюсером и соавтором всех песен в альбоме. Запись началась в сентябре 1988 и продолжалась до января 1989 года. Мадонна и её муж Шон Пенн подали на развод в январе 1989 года, после постоянных ссор в конце 1987 года и нескольких драк с избиением, одна из которых привела к его 60-дневному тюремному сроку. Инцидентом была вдохновлена песня «Till Death Do Us Part», в которой подробно описываются детали их неудачного брака. Like a Prayer исследует различные интроспективные темы, в частности религиозные вопросы личного характера. Мадонна описывала альбом как сборник песен «о своей матери, своём отце и о членах своей семье»: «Мне потребовалось много мужества, чтобы сделать это». Это говорит о том, что альбом является «самой разносторонней» работой певицы на сегодняшний день.
Like a Prayer посвящён матери Мадонны, которая умерла, когда ей было пять лет. Песни переплетают тематики поиска веры и поиска матери. Борьба Мадонны с религией вдохновила её на создание альбома. Она говорила, что «тема католицизма проходит через весь альбом». «По сути, альбом описывает переживания и потрясения в процессе моего взросления», рассказывала в интервью Rolling Stone. Она добавила, что «ещё продолжает расти».

## Упаковка
Название альбома связано с сильным влиянием католицизма на ранних этапах жизни Мадонны. Обложка альбома является реминисценцией к альбому Sticky Fingers группы The Rolling Stones. Оттиски инициалов на обложке были ароматизированы маслом пачули, которое символизирует аромат церковного ладана. Пресс-секретарь Warner Bros. Records заявил, что «выбор такого оформления связан прежде всего с желанием самой Мадонны создать атмосферу 60-х годов и религиозности. Это сработало на чувственное и слуховое ощущение, которое испытываешь от пластинки».

## Композиции

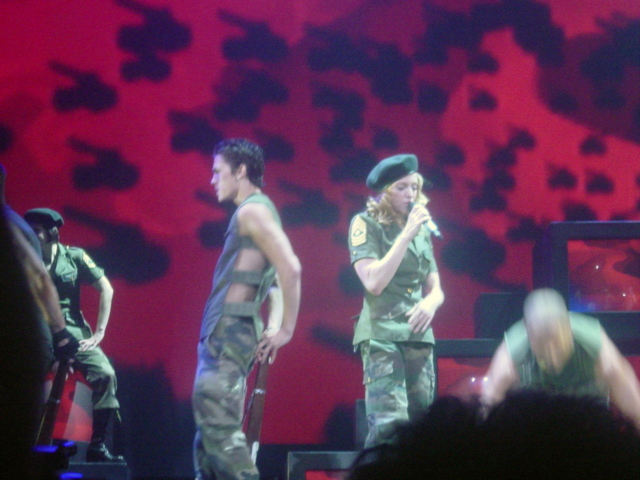
«Express Yourself» была включена в акт Militar-Army шоу-программы 2004 года Re-Invention World Tour.

«Like a Prayer» стала первым синглом из альбома и одной из самых удачных записей за всю карьеру Мадонны. В тексте песни выставлено противопоставление священного и мирского. Образность фразы, порождающая различные смысловые вариации, породило дискуссию о допустимости подобных песен. Однако Мадонна парировала, что каждый слышит только то, что он хочет услышать. Сама же она хотела слышать, как произносят её имя — «ведь это будто маленькая молитва» и «даёт почувствовать себя дома». Пребывание Мадонны в чувственном раю (или аду) сопровождается помимо прочего драматическими хоровыми партиями. «Express Yourself» также стал одним из величайших хитов за всю карьеру певицы. Мадонна бросила вызов обществу, а заодно и сигнал к действию — «Вырази себя!» — позднее повторённый в «Human Nature» из альбома Bedtime Stories. «Верите ли вы в любовь? У меня есть, что сказать об этом», — проронила она феминистскую реплику в самом начале песни и подспудно развила эту тему в видео на песню, где предстала в мужском костюме. «Love Song», записанная с Принцем, показала: Мадонна может творить не только танцевальные композиции, но и показать себя в нежной и медленной психоделии.
| Современные                | Современные     |
| Оценки критиков            | Оценки критиков |
| Источник                   | Оценка          |
| -------------------------- | --------------- |
| America                    | без оценки      |
| Audio                      | (A—/B+)         |
| Billboard                  | без оценки      |
| Cashbox                    | без оценки      |
| Robert Christgau           | (B+)            |
| Hi-Fi News & Record Review | А*:1            |
| Music & Media              | без оценки      |
| Music Week                 | без оценки      |
| Number One                 | [ 25 ]          |
| New Musical Express        | [ 26 ]          |
| Pelo                       | без оценки      |
| Q                          | [ 28 ]          |
| Record Mirror              | [ 29 ]          |
| Rolling Stone              | [ 11 ]          |
| Smash Hits                 | 7,5/10          |
| Spin                       | без оценки      |

Песня «Till Death Do Us Part» адресована Шону Пенну и посвящена неудачному браку с ним Мадонна демонстрирует попытки сохранить семью, попытки исправить ситуацию, оказавшиеся тщетными: «Я хотела, чтоб это изменилось, но этого не произошло — ты больше не влюблён в меня». В «Promise to Try» Мадонна поёт о своей матери, о её смерти и горе утраты. Певица обращается к себе шестилетней: «Не забыла ли ты её лицо?… Не забыла ли ты её глаза?». «Oh Father» посвящена тяжёлым отношениям с отцом — показано взаимное непонимание и разобщённость. В то же время Мадонна показывает, что отец не является ей безразличным, она по-прежнему любит его, более того, она осознаёт, что «также причинила ему боль». Композиция «Dear Jessie» посвящена дочери Патрика Леонарда, работавшего над альбомом. В Европе песня была выпущена синглом, и его выход сопровождал первый в видеографии певицы клип-мультфильм. Песня «Cherish» стала третьим синглом из альбома и первой видеоработой знаменитого фотографа Херба Ритца. «Keep It Together» посвящена теме ценности семьи, она также автобиографична. Мадонна рассказывает, о своих братьях и сёстрах. «Семья — это золото», — подытоживает певица. Композиция была также выпущена отдельным синглом, однако видеоработы за этим не последовало. Греховная и самая чувственная баллада из альбома — «Spanish Eyes» — повествует о безответной любви. Мадонна задаётся вопросом: «Что это за тип жизни, если Бог существует?», — но в то же время со страданием в голосе повторяет: «Если есть Христос — ночью он явится помолиться за испанские глаза». В последней композиции «Act of Contrition» певица просит прощения за свои прегрешения. «Я скрывала, я решилась», — произносится полушёпотом, затем Мадонна срывается на крик «Что ты думаешь? Это не было запрограммировано?».

## Рецензии критиков
| Ретроспективные               | Ретроспективные |
| Оценки критиков               | Оценки критиков |
| Источник                      | Оценка          |
| ----------------------------- | --------------- |
| 1001 Albums You Must Hear…    | без оценки      |
| AllMusic                      | [ 1 ]           |
| Billboard                     | без оценки      |
| Blender                       | [ 35 ]          |
| Encyclopedia of Popular Music | [ 36 ] [ 37 ]   |
| Entertainment Weekly          | A               |
| The Great Rock Discography    | [ 39 ]          |
| Hot Press                     | без оценки      |
| MusicHound                    | без оценки      |
| Pitchfork                     | 9.0/10          |
| Rolling Stone                 | без оценки      |
| The Rolling Stone Album Guide | [ 42 ]          |
| Slant Magazine                | [ 32 ]          |

Like a Prayer получил хорошие отзывы от музыкальных критиков. Мадонна получила высокую оценку за её автобиографичные песни, а также за улучшенный вокал. Джей Ди Консидайн из Rolling Stone в апрельском обзоре 1989 года предположил, что её слава на тот момент была построена больше на «имидже, чем артистизме», но с приходом этого альбома вопрос о достижении успеха сразу отпадает. Мадонну следует принимать всерьёз как художника, и несомненно она является одним из наиболее убедительных голосов восьмидесятых. Консидайн также сказал, что упорство Мадонны ошеломляет в своей широте и достижениях". Ллойд Брэдли из журнала Q сказал: «музыкально это разнообразный, неожиданный и далеко не мгновенно доступный..; лирически, он движется, умно и откровенно». Роберт Кристгау поставил альбому оценку «B +». Он предположил, что «Декларация независимости и романтической независимости [которые] сложны, захватывающи, но они могли быть более захватывающими».
Стивен Томас Эрлевайн из AllMusic заявил, что Like a Prayer является для Мадонны «наиболее явной попыткой крупного художественного высказывания», и что при попытке быть «серьёзной» Мадонна предлагает целый ряд хорошо написанных поп-песен, делая альбом «лучшим и очень последовательным». Сал Чинквемани в Slant Magazine описал альбом как «коллекцию поп-сладостей с живыми аранжировками, сложными механизмами, глубоко чувственной лирикой и более сильным, уверенным вокалом». В заключении обзора Like a Prayer объявлен одним из наиболее осмысленных поп-альбомов всех времён.

## Коммерческий успех
Альбом смог достичь самых высоких позиций в различных международных чартах. Альбом стартовал в американском чарте Billboard 200 на одиннадцатом месте, а через 3 недели достиг первого, где оставался более месяца. Синглы «Express Yourself», «Cherish» достигли второго места на Billboard Hot 100, в то время как «Oh Father» был её менее успешным синглом с 1984 года с наивысшей 20-й позицией. «Keep It Together» достиг номера восемь, а «Dear Jessie» стал хитом в Европе благодаря анимированному видео. Альбом стал одним из самых успешных в карьере певицы: продажи только в США составили около 4 миллионов копий, в мире же было продано порядка 15 миллионов.

## Продвижение

### Blond Ambition World Tour

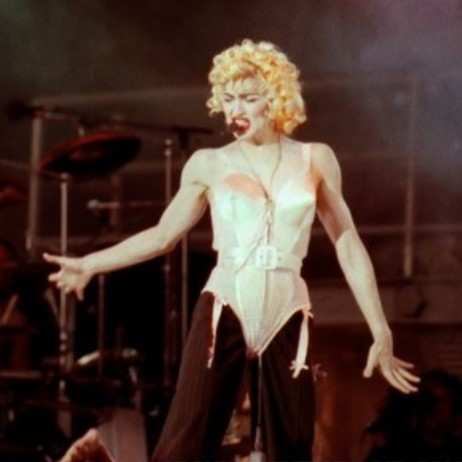
Мадонна исполняет «Express Yourself» как первый номер программы её тура

Blond Ambition World Tour (рус. Тур амбициозной блондинки) в поддержку альбома был третьим концертным туром Мадонны. Мадонна выступала с песней «Express Yourself» на премии MTV Video Music Awards в 1989 году, рекламируя шоу, известное на тот момент как «Like a Prayer World Tour». Тур проходил в странах Америки, Европы и Азии. Считается одним из самых провокационных, в частности из-за резкой критики со стороны Католической церкви и Ватикана, призывавших верующих людей не посещать концерты. Центральная идея шоу о сопоставлении мастурбации и религиозного исступления выливается в призыв к бойкоту выступления певицы в Риме. Мадонна пытается оправдаться на месте, произнеся отличную речь в аэропорту Леонардо Да Винчи:
Моё шоу — театральная пьеса, приглашающая зрителей в эмоциональное путешествие… Я никому не навязываю своего представления, как надо жить, я просто описываю зрителям своё понимание жизни, и пусть они сами всё оценивают.
 Певица избегает отлучения от церкви, но концерт отменяют из-за низкого уровня продаж билетов. Журнал Rolling Stone отмечал «блестяще продуманную хореографию, сексуально экстравагантную феерию» и провозгласил тур «лучшим в 1990 году». В 1991 году выходит документальный фильм «В постели с Мадонной», показывающий жизнь певицы и её труппы во время тура за кулисами. Тур также отмечен премией Pollstar Concert Industry Awards за «очень продуманную креативную постановку».

### Pepsi
В начале 1989 года Мадонна подписывает контракт с компанией Пепси, согласно которому песня «Like a Prayer» дебютирует в рекламе компании. Рекламный ролик безобиден и показывает детство певицы, но видеоклип к песне содержит антирасистский сюжет и множество католических символов, среди которых были стигматы и горящие кресты. Двусмысленные отношения героини Мадонны с ожившей статуей чернокожего святого шокируют телезрителей и провоцируют общественные организации. Компания изымает рекламу из ротации и расторгает контракт, но певица получает полагающуюся ей сумму в пять миллионов долларов. Представители Ватикана осуждают видеоклип, а некоторые кардиналы грозят Мадонне отлучением от Церкви, но это остаётся угрозой. Песня названа британским еженедельником New Musical Express 3-й лучшей в истории поп-музыки, VH1 поставил клип на 2-е место.

### Remixed Prayers

Над оформлением обложки Remixed Prayers работал брат Мадонны, Кристофер Чикконе

Remixed Prayers является мини-альбомом, выпущенным в августе 1989 года как промоиздание к альбому. Релиз предназначался только для Японии, но в июле 1993 года он был также выпущен в Австралии к празднованию первого визита Мадонны с шоу-программой The Girlie Show World Tour. Мини-альбом представлял собой сборник ремиксов, включающий 5 версий «Like a Prayer» и 3 «Express Yourself». Он распространялся в США и Великобритании, но официально выпускался только для Японии и Австралии. Обложка мини-альбома была сделана братом Мадонны, Кристофером Чиконне. В оформление были включены инициалы 'MLVC' (Мадонна Луиза Вероника Чиконне — полное имя певицы) и выпавшая «P», отсылающая к фамилии её бывшего мужа Шона Пенна. Сборник поднялся до 24-й позиции в японском чарте Oricon и находился в чарте около пяти недель.
| №  | Название                                  | Автор(ы)                 | Продюсер(ы)                                                          | Длительность |
| -- | ----------------------------------------- | ------------------------ | -------------------------------------------------------------------- | ------------ |
| 1. | «Like a Prayer» (12" Dance Mix)           | Madonna, Patrick Leonard | Madonna, Leonard (additional production and remix by Shep Pettibone) | 7:55         |
| 2. | «Like a Prayer» (12" Extended Remix)      | Madonna, Leonard         | Madonna, Leonard (additional production and remix by Pettibone)      | 7:26         |
| 3. | «Like a Prayer» (Churchapella)            | Madonna, Leonard         | Madonna, Leonard (additional production and remix by Pettibone)      | 6:09         |
| 4. | «Like a Prayer» (12" Club Version)        | Madonna, Leonard         | Madonna, Leonard (additional production and remix by Билл Боттрелл)  | 6:38         |
| 5. | «Like a Prayer» (7" Remix/Edit)           | Madonna, Leonard         | Madonna, Leonard (additional production and remix by Билл Боттрелл)  | 5:45         |
| 6. | «Express Yourself» (Non-Stop Express Mix) | Madonna, Stephen Bray    | Madonna, Bray (additional production and remix by Pettibone)         | 8:01         |
| 7. | «Express Yourself» (Stop + Go Dubs)       | Madonna, Bray            | Madonna, Bray (additional production and remix by Pettibone)         | 10:52        |
| 8. | «Express Yourself» (Local Mix)            | Madonna, Bray            | Madonna, Bray (additional production and remix by Pettibone)         | 6:27         |

## Влияние
Николас Фонсека из Entertainment Weekly писал, что Like a Prayer является «официальным поворотным моментом» в карьере Мадонны, который принёс ей «долгожданную, объективную и существенную дозу критики». Марк Сэвидж от BBC отметил, что релиз альбома «отметил момент, когда критики начали описывать Мадонну как художника, а не просто поп-певицу». Глен Леви от Time парировал: «Мадонна всегда была прилежной ученицей истории поп-культуры, и её творческие силы вероятно были на пике своего развития в конце 1980-х годов в альбоме Like a Prayer». Хэдли Фриман из The Guardian чувствовал, что Like a Prayer станет олицетворением «звёздной эстрады, поп-музыки, музыкальных клипов, любви, секса и 80-х годов какими они были на самом деле». Like a Prayer «вызывающе схватил христианский язык и образы» по мнению Джона Палемеза из The New York Times.
Согласно списку «100 альбомов на все времена», составленным критиками журнала Time, Like a Prayer является одним из 100 величайших и самых влиятельных музыкальных сборников с 1954 года. В 2003 году журнал Rolling Stone назвал его двести тридцать седьмым наилучшим альбомом всех времён. Кроме того, альбом был также представлен в списке «Женщины рок-н-ролла», составленным в 2012 году, под номером 18. Like a Prayer также фигурирует в книге «1001 альбомов, которые нужно услышать, прежде чем умереть». В 2006 году журнал Q поместил альбом на 14 место в своём списке «40 лучших альбомов 80-х». В 2005 году по опросу полутора миллионов людей британский телевизионный канал Channel 4 поставил Like a Prayer на восьмую позицию в списке «100 величайших альбомов в истории музыки». В 2012 году Slant Magazine поставил альбом на 20-е место в своём списке «Лучших альбомов 1980-х годов», сказав: «к концу 1980-х годов Мадонна уже была одной из крупнейших поп-звёзд всех времён, но с Like a Prayer она стала одной из самых важных».
Автор Джон Семонше объяснил в своей книге Censoring Sex, что с True Blue и Like a Prayer, Мадонна раздвинула цензурные рамки того, что допускалось для показа по телевидению, и это впоследствии привело к увеличению её популярности. Мадонна пыталась экспериментировать с различными формами, стилями и образами и в процессе создала собой новый набор силуэтов для подражания.

## Список композиций
| №   | Название                          | Автор(ы)                      | Продюсер(ы)             | Длительность |
| --- | --------------------------------- | ----------------------------- | ----------------------- | ------------ |
| 1.  | «Like a Prayer»                   | Мадонна, Патрик Леонард       | Мадонна, Патрик Леонард | 5:39         |
| 2.  | «Express Yourself»                | Мадонна, Стивен Брей          | Мадонна, Стивен Брей    | 4:39         |
| 3.  | «Love Song» (совместно с Принсем) | Мадонна, Принц Роджер Нельсон | Мадонна, Принц          | 4:52         |
| 4.  | «Till Death Do Us Part»           | Мадонна, Леонард              | Мадонна, Леонард        | 5:16         |
| 5.  | «Promise to Try»                  | Мадонна, Леонард              | Мадонна, Леонард        | 3:36         |
| 6.  | «Cherish»                         | Мадонна, Леонард              | Мадонна, Леонард        | 5:03         |
| 7.  | «Dear Jessie»                     | Мадонна, Леонард              | Мадонна, Леонард        | 4:20         |
| 8.  | «Oh Father»                       | Мадонна, Леонард              | Мадонна, Леонард        | 4:57         |
| 9.  | «Keep It Together»                | Мадонна, Брей                 | Мадонна, Брей           | 5:03         |
| 10. | «Spanish Eyes»                    | Мадонна, Леонард              | Мадонна, Леонард        | 5:15         |
| 11. | «Act of Contrition»               | Мадонна, Леонард              | Мадонна, Леонард        | 2:19         |

| №                   | Название                                                                                     | Длительность |
| ------------------- | -------------------------------------------------------------------------------------------- | ------------ |
| 1.                  | «Like a Prayer» (12" Dance Mix; ремикширование/накладное продюсирование: Шеп Петтибон)       | 7:52         |
| 2.                  | «Express Yourself» (Non-Stop Express Mix; ремикширование/накладное продюсирование: Петтибон) | 8:00         |
| 3.                  | «Love Song» (совместно с Принсем)                                                            | 4:52         |
| 4.                  | «Till Death Do Us Part»                                                                      | 5:18         |
| 5.                  | «Cherish» (Extended Version)                                                                 | 6:16         |
| 6.                  | «Dear Jessie»                                                                                | 4:21         |
| 7.                  | «Oh Father» (Single Version)                                                                 | 4:27         |
| 8.                  | «Keep It Together» (12" Remix; ремикширование/накладное продюсирование: Петтибон)            | 7:48         |
| 9.                  | «Pray for Spanish Eyes»                                                                      | 5:17         |
| 10.                 | «Supernatural»                                                                               | 5:12         |
| Общая длительность: | Общая длительность:                                                                          | 59:23        |

Notes
- «Spanish Eyes» was re-titled «Pray for Spanish Eyes» on certain editions of the album.
- In the album’s notes «The powers that be» (Madonna and Patrick Leonard) are credited as the producers of «Act of Contrition».

## Участники записи
| - Мадонна — синтезатор, вокал, бэк-вокал - Надира Али — бэк-вокал - Роуз Бэнкс — бэк-вокал - Дэйв Борофф — духовые - Стивен Брей — синтезатор - Луис Конте — перкуссия - Лэрри Корбет — виолончель - Андре Крауч — бэк-вокал - Сандра Крауч — тамбурин - Паулинью да Кошта — перкуссия - Донна де Лори — бэк-вокал - Линн Фидмонт — бэк-вокал - Чак Финдли — духовые - Брюс Гайтч — гитара - Ники Харис — бэк-вокал - Данн Хафф — гитара - Дик Хайд — духовые - Рэнди Джексон — бас-гитара - Честер Кеймен — гитара | - Гири Ланье — клавинет - Патрик Леонард — синтезатор, фортепиано, орган, клавинет - Маркос Лоя — гитара, бэк-вокал - Стив Мадейо — духовые - Мэрилин Мартин — бэк-вокал - Джозеф Майер — валторна - Джонатан Моффетт — ударные - Джефф Поркаро — ударные, маримба - Гай Пратт — бас-гитара - Джон Робинсон — ударные - Ричард Тодд — валторна - Дэвид Уильямс — гитара - Джей Уиндинг — синтезатор Продюсирование - Продюсеры: Мадонна, Стивен Брей, Патрик Леонард, Принс - Аранжировщики: Чак Финдли, Билл Мейерс |

## Чарты и сертификаты
| Чарт                     | Наивысшая позиция |
| ------------------------ | ----------------- |
| Australian Albums Chart  | 4                 |
| Austrian Albums Chart    | 1                 |
| Brazil Top Albums Chart  | 1                 |
| Dutch Albums Chart       | 1                 |
| European Albums Chart    | 1                 |
| Finnish Albums Chart     | 1                 |
| French Albums Chart      | 1                 |
| German Albums Chart      | 1                 |
| Irish Albums Chart       | 1                 |
| Italian Albums Chart     | 1                 |
| Japanese Albums Chart    | 1                 |
| Mexican Albums Chart     | 1                 |
| New Zealand Albums Chart | 1                 |
| Norwegian Albums Chart   | 1                 |
| Spanish Albums Chart     | 1                 |
| Swedish Albums Chart     | 1                 |
| Swiss Albums Chart       | 1                 |
| UK Albums Chart          | 1                 |
| U.S. Billboard 200       | 1                 |

| Страна         | Сертификат              |
| -------------- | ----------------------- |
| Аргентина      | Платиновый              |
| Австралия      | 4× Платиновый           |
| Австрия        | Платиновый              |
| Бразилия       | 2× Платиновый           |
| Канада         | 5× Платиновый           |
| Финляндия      | Платиновый              |
| Франция        | 2× Платиновый           |
| Германия       | 3× Золотой              |
| Гонг Конг      | Платиновый              |
| Мексика        | 2× Золотой + Платиновый |
| Нидерланды     | Платиновый              |
| Новая Зеландия | 2× Платиновый           |
| Испания        | 4× Платиновый           |
| Швейцария      | 2× Платиновый           |
| Великобритания | 4× Платиновый           |
| США            | 4× Платиновый           |